# Zielonka (stacja kolejowa)
Zielonka – stacja kolejowa obsługiwana przez Koleje Mazowieckie. Położona jest przy ulicy Juliusza Słowackiego w mieście Zielonka w województwie mazowieckim. W latach 2015–17 stacja przeszła gruntowną modernizację w ramach projektu Rail Baltica.
1 stycznia 2009 r. stację włączono do II strefy biletowej ZTM Warszawa w ramach oferty "Wspólny bilet ZTM – KM – WKD". Oferta ta obowiązywała jedynie do 30 czerwca 2013 r. w wyniku uprzedniego wypowiedzenia umowy przez ZTM. Przywrócenie wspólnego biletu nastąpiło 1 grudnia 2015 r.
Jest stacją węzłową pasażerską, a w przeszłości także towarową.

## Ruch pasażerski[7]
| Rok  | Wymiana pasażerska na dobę |
| ---- | -------------------------- |
| 2017 | 3000-4000                  |
| 2018 | 3000-4000                  |
| 2019 | 2000-3000                  |
| 2020 | 1000-1500                  |
| 2021 | 1500-2000                  |
| 2022 | 1500-2000                  |
| 2023 | 1500-2000                  |

## Linie
| Linia | Operator           | Trasa                                                                                               |
| ----- | ------------------ | --------------------------------------------------------------------------------------------------- |
| R60   | Koleje Mazowieckie | Warszawa Wileńska – Zielonka – Wołomin – Tłuszcz – Łochów – Małkinia – Czyżew                       |
| R6    | Koleje Mazowieckie | Warszawa Zachodnia – Warszawa Rembertów – Zielonka – Wołomin – Tłuszcz – Łochów – Małkinia – Czyżew |

## Opis stacji

### Perony

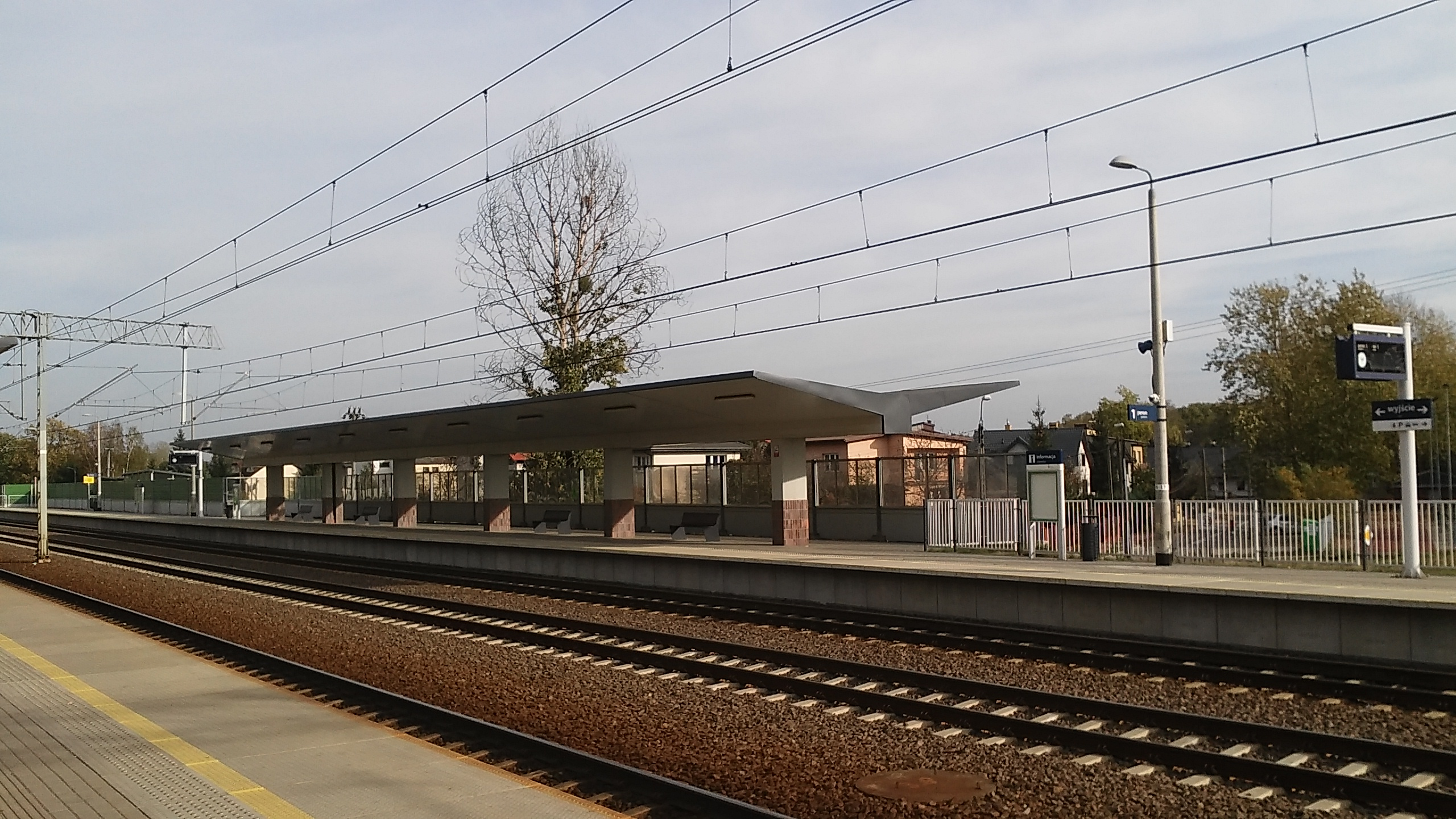
Peron 1 (2019)

Stacja pasażerska składa się z dwóch wysokich częściowo zadaszonych peronów o długości 200 metrów:
- peronu numer 1, brzegowego
- peronu numer 2, wyspowego

Dostęp do peronów jest możliwy z dwóch przejść podziemnych jednocześnie łączących rozdzielone torami centrum Zielonki:
- "Zosinek", przy wschodniej głowicy peronów, biegnące równolegle do rzeki Długiej, łączące Park Dębinki z ulicą J. Słowackiego, otwarte 20 lutego 2017 r.[11] (wraz z pasem rowerowym)
- "Zielonka Letnisko", przy zachodniej głowicy peronów, łączące ulice ks. Z. Abramskiego i W. Łukasińskiego, otwarte 11 grudnia 2017 r.[12]

### Budynek stacyjny

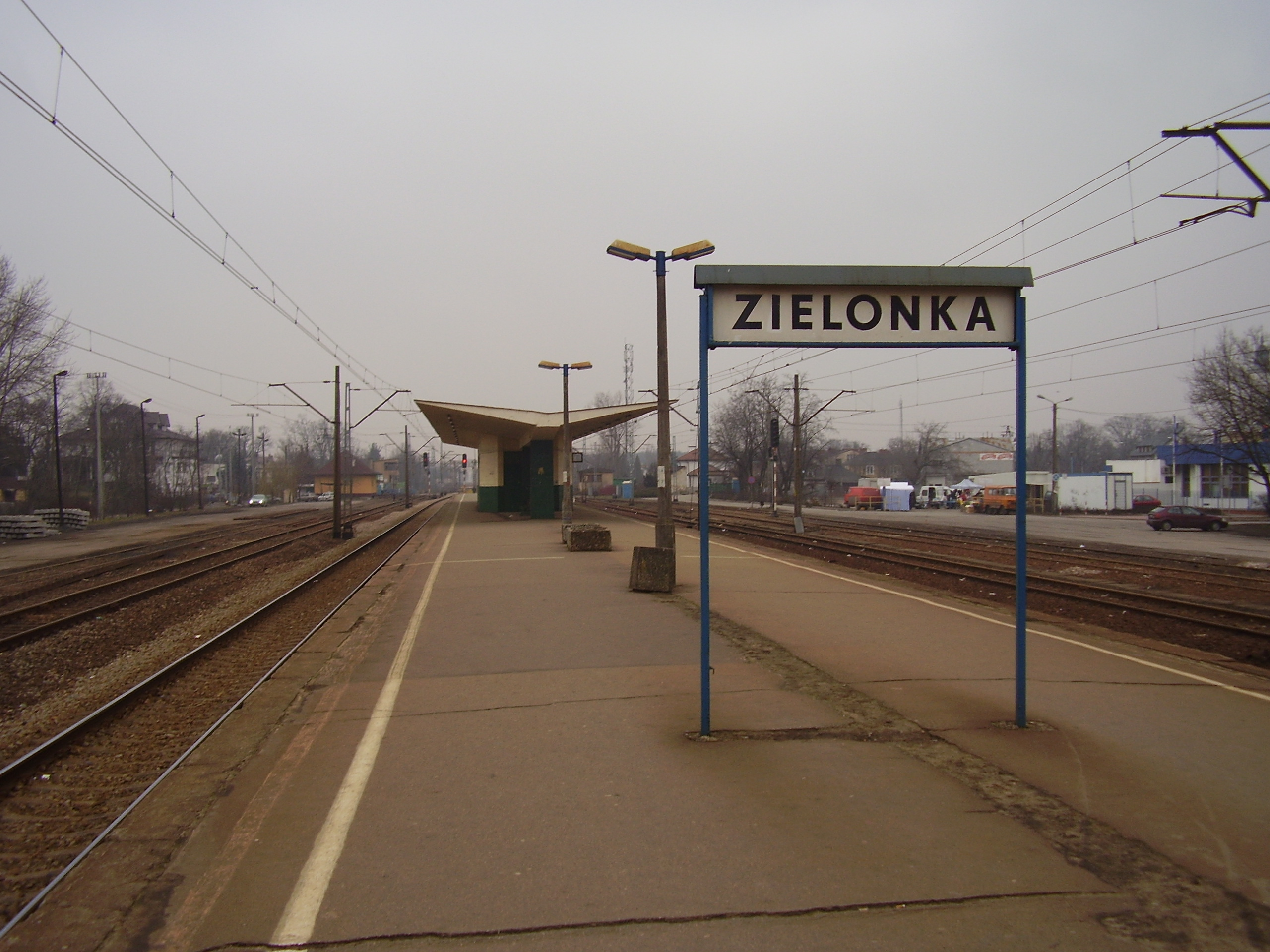
Peron i budynek stacyjny przed modernizacją (2008)

Budynek stacyjny przed modernizacją znajdował się pośrodku jedynego wówczas peronu wyspowego. W jednej jego części znajdowała się poczekalnia, a w drugiej stanowisko kasowe i zaplecze. Przedłużony dach budynku stanowił częściowe zadaszenie peronu. Do zadaszenia budynku przymocowane były megafony oraz oświetlenie. Stylem nawiązywał do budynków stacyjnych spotykanych na reszcie stacji Warszawskiego Węzła Kolejowego. Podobny budynek, mimo modernizacji stacji, ocalał na przystanku Ząbki.
Budynek został rozebrany w listopadzie 2015 roku w wyniku modernizacji linii kolejowych nr 6 i 21. Nowa półotwarta wiata nawiązująca architekturą do oryginalnej konstrukcji powstała na nowym peronie nr 2 ok. 200 metrów bliżej Wołomina względem pierwotnej lokalizacji. Na brzegowym peronie 1 zbudowano samo zadaszenie w takim kształcie jak na peronie 2, lecz bez poczekalni.
Kasa biletowa mieści się w kontenerze umiejscowionym przy ul. ks. Z. Abramskiego na skraju Parku Dębinki.

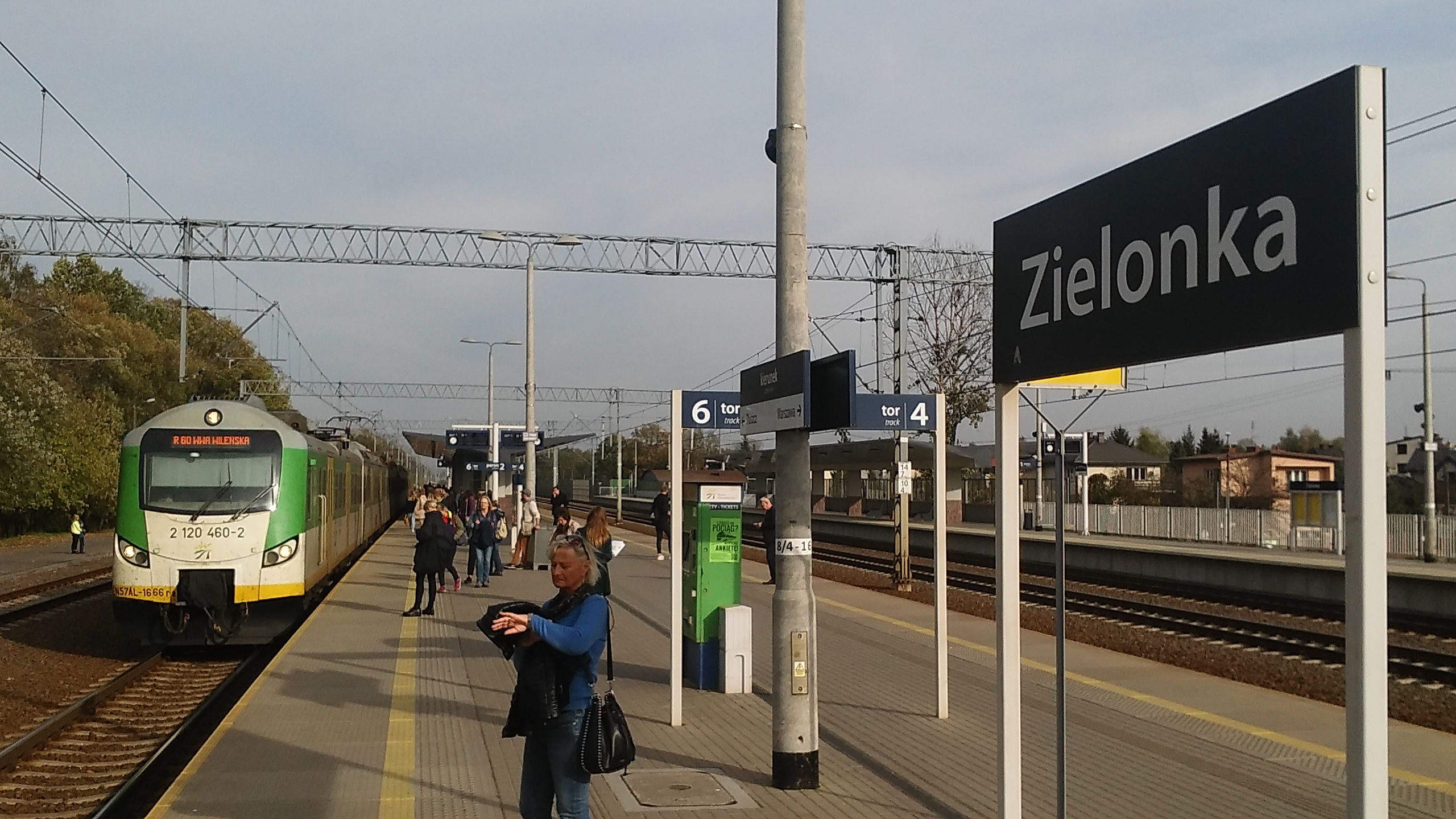
EZT EN57AL z Tłuszcza do Warszawy Wileńskiej

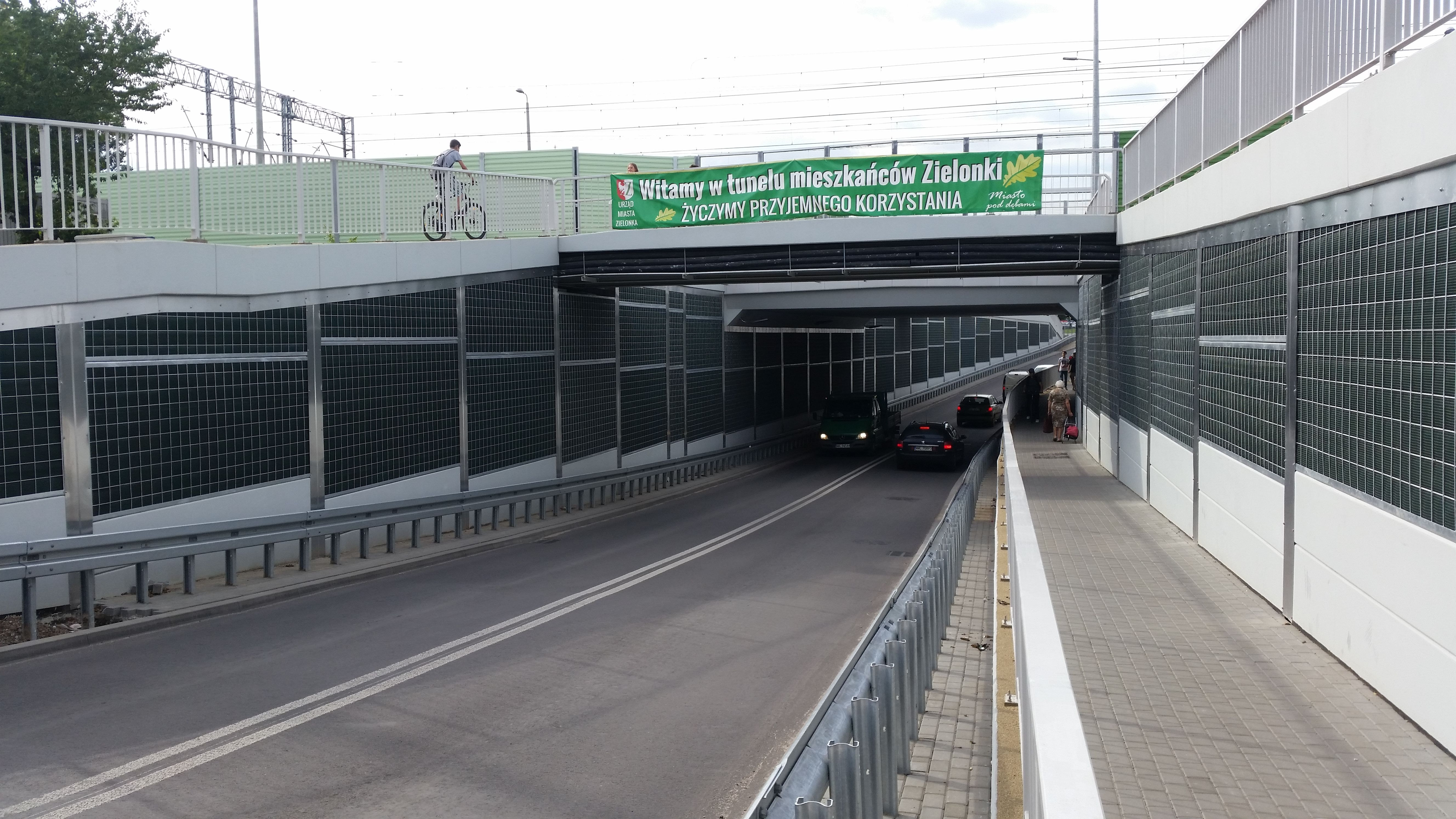
Tunel drogowy w Zielonce

### Tunel drogowy
W latach 2015–17 po zachodniej stronie stacji PKP Polskie Linie Kolejowe wybudowały tunel drogowy (otwarty 26 maja 2017) w ciągu ulicy Kolejowej. Zastąpił on istniejący w tym miejscu przejazd kolejowo-drogowy, z którego było dojście na jedyny wówczas peron.

### Inne obiekty infrastruktury kolejowej
- Nastawnia Zl mieszcząca się na zachód od peronów i tunelu drogowego – kieruje ruchem na obszarze stacji.
- Ruchem na stacji kierują semafory świetlne.

## Linie kolejowe

Schemat linii kolejowych w okolicy Zielonki (do 2016)

Stacja Zielonka jest węzłem kolejowym, w którym krzyżują się następujące linie: 
- 6 Zielonka – Kuźnica Białostocka
- 21 Warszawa Wileńska – Wołomin Słoneczna
- 449 Warszawa Rembertów – Zielonka

Do 2016 roku linia kolejowa nr 21 kończyła się w Zielonce, skąd po połączeniu z linią nr 449 biegła w kierunku Wołomina szlakiem dwutorowym jako linia nr 6. W wyniku modernizacji linię nr 21 wydłużono do Wołomina Słonecznej, dokąd biegnie równolegle z linią nr 6 tworząc szlak czterotorowy.
Wszystkie linie są normalnotorowe i zelektryfikowane.

## Torowisko
Stacja przed modernizacją posiadała teoretycznie 7 torów z możliwością przejazdu bez zatrzymania.
- 2 tory linii kolejowej nr 6 Zielonka - Kuźnica Białostocka - tory 1. i 2.
- bocznice po stronie północnej, toru 2.
  - 2 bocznice manewrowe, tory 4., 6.
  - bocznica towarowa PKP Cargo, tor 8.
  - 3 ślepe odcinki torowe (tory odstawcze), tory 10., 12., 14.
  - bocznica przedsiębiorstwa Kolgard i cegielni
- bocznice po stronie południowej, toru 1.
  - 2 bocznice manewrowe, tory 3., 5.
  - 1 ślepy odcinek torowy (tor odstawczy), tor 7.
  - bocznica wojskowa 127 do dawnego KZA Zielonka i WZE Zielonka
- 2 tory linii kolejowej nr 21 Warszawa Wileńska - Zielonka - tory 1. i 2.
- 2 tory linii kolejowej nr 449 Warszawa Rembertów - Zielonka - tory 1. i 2.

W przeszłości część towarowa stacji należąca do PKP Cargo znajdowała się na wysokości peronu, po jego północnej stronie, przy torze nr 8. Była to stacja otwarta dla odprawy przesyłek tylko dla posiadaczy bocznic. Ponadto po południowej stronie stacji, także na wysokości peronu, przy torze nr 5, przy ulicy Słowackiego, znajdowała się rampa wyładowcza. Była wykorzystywana do wyładunku kruszyw.
W wyniku modernizacji przeprowadzonej w latach 2015–17 układ torowy został uproszczony. Zlikwidowano większość bocznic. 4 tory są w ciągłym użytkowaniu przez pociągi pasażerskie. Tory 1 i 2 należące do linii nr 6 są przedłużeniem dwutorowej linii nr 449 z Rembertowa. Tory 4 i 6 należące do linii nr 21 są przedłużeniem torów z Warszawy Wileńskiej. Do Wołomina szlak jest czterotorowy. Tor 8 nie jest używany w ruchu pasażerskim. Na wschód od stacji pozostawiono bocznicę prowadzącą do dawnej cegielni.